# Matteo
Matteo  è un nome proprio di persona italiano maschile. 

## Varianti
- Maschili: Mattia[1][2], Maffeo[2], Mazzeo[2]
  - Alterati: Matteuccio
  - Ipocoristici: Teo[2]
- Femminili: Mattea[2]
  - Alterati: Matteina[2]
  - Ipocoristici: Tea

### Varianti in altre lingue
- Armeno: Մաթևոս (Matevos)
- Basco: Mateo
- Catalano: Mateu[1]
- Ceco: Matouš[1]
- Croato: Matej[1], Mateo[1]
  - Ipocoristici: Mate[1], Mato[1], Matko[1]
- Danese: Mattæus
- Ebraico: מַתִּתְיָהוּ (Mattityahu, Mattithyahu, Mattathyah)[1][3]
- Esperanto: Mateo
- Finlandese: Matti, Matteus
- Francese: Mathieu[1], Matthieu[1]
- Francese antico: Mathieu[3]
- Galiziano: Mateu
- Georgiano: მათე (Mate)
- Greco biblico: Ματθαίος (Matthaíos)[1][3]
- Hawaiiano: Makaio[1]
- Inglese: Matthew[1][3], Mathew[1]
  - Ipocoristici: Mattie[1], Matty[1], Matt[1], Mat[1]
- Irlandese: Maitiú[1]
- Latino: Mattheus[1], Matthaeus[3]
- Ligure: Mattê[4]
  - Ipocoristici: Mattellin
- Lituano: Matas[1]
- Macedone: Матеј (Matej)[1]
- Norvegese: Matteus[1]
- Olandese: Mattheus, Matteüs
- Polacco: Mateusz[1]
- Portoghese: Mateus[1]
- Portoghese brasiliano: Matheus[1]
- Rumeno: Matei
- Russo: Матвей (Matvej),[1] Матфей (Matfej)[5]
  - Ipocoristici: Мотя (Motja)[1]
- Serbo: Матеј (Matej)
- Slovacco: Matúš[1]
- Sloveno: Matej[1], Matevž[1]
- Spagnolo: Mateo[1]
- Svedese: Mattäus, Matteus[1]
- Tedesco: Matthäus[1], Mattäus
- Ungherese: Máté[1]

## Origine e diffusione

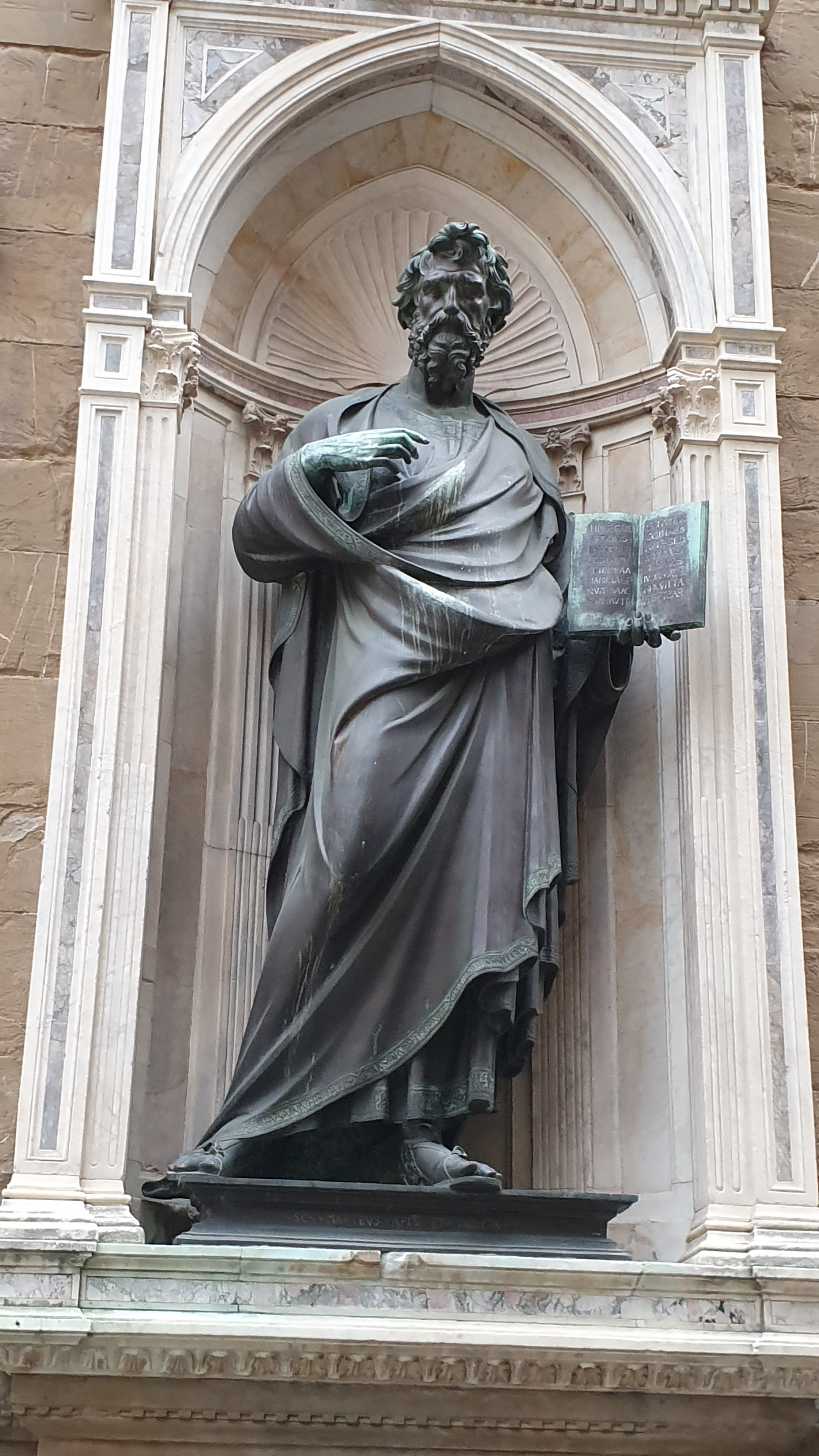
San Matteo, scultura bronzea di L. Ghiberti, presso la Chiesa di Orsanmichele, Firenze, 1423.

Deriva dal nome ebraico מַתִּתְיָהוּ (Mattityahu), composto dai termini matath ("dono") e Yahu, variante di "Yahweh", e può essere dunque tradotto come "dono di Yahweh". Latinizzato nella forma Matthaeus, sulla base dell'adattamento greco Ματθαίος (Matthaios), il nome Matteo condivide la stessa origine dei nomi Maffeo e Mazzeo, nonché di Mattia, che ne è la forma più filologicamente vicina all'originale ebraico.
Il nome è molto diffuso nella cultura occidentale in quanto portato da Matteo, apostolo di Gesù nonché uno dei quattro evangelisti. Secondo i dati dell'ISTAT, Matteo è uno dei nomi maschili più utilizzati in Italia per i nuovi nati negli ultimi anni: era al quarto posto negli anni 2004, 2006, 2007 e 2008 e si è attestato al terzo posto nel 2009.

## Onomastico
L'onomastico si festeggia il 21 settembre (per i cattolici) o il 16 novembre (per gli ortodossi) in ricordo di san Matteo, apostolo ed evangelista. Si ricordano con questo nome anche, alle date seguenti:
- 7 gennaio, beato Matteo Guimerà, vescovo francescano osservante di Agrigento
- 22 gennaio, san Matteo Alfonso de Leciniana, martire a Thang Long (oggi Hanoi) assieme a Francesco Gil de Federich[9]
- 11 maggio, san Matteo Le Van Gam, martire a Saigon (oggi Ho Chi Minh)[9]
- 21 settembre, martire a Gravedona assieme a Gusmeo[9]
- 19 ottobre, san Matteo Kohioye, martire con Luca Alonso Gorda a Nagasaki[9]
- 12 novembre, san Matteo, protomartire polacco assieme a Benedetto, Giovanni, Isacco e Cristiano[2][9]
- 25 dicembre, beato Matteo, vescovo di Albano

## Persone

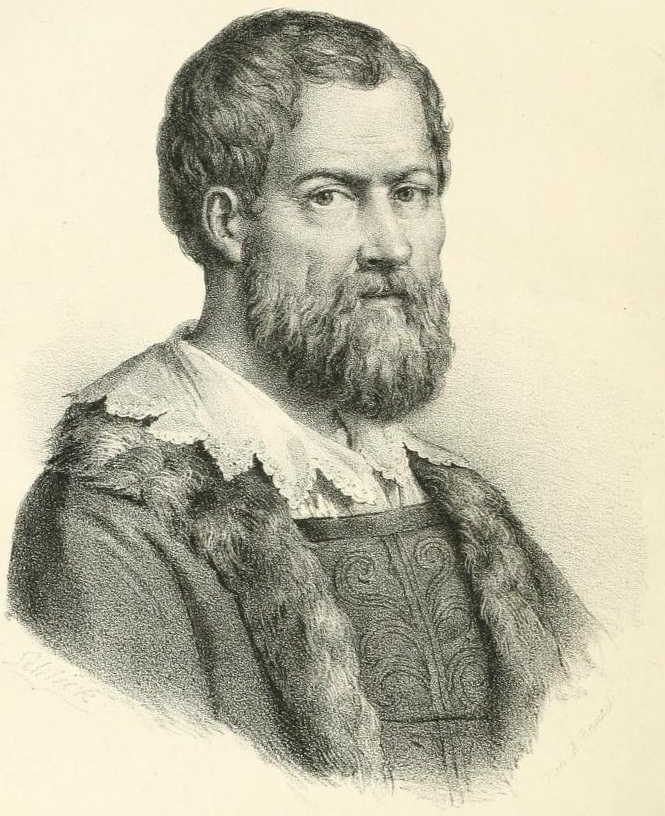
Matteo Maria Boiardo

- San Matteo, apostolo ed evangelista
- Matteo Bandello, vescovo cattolico e scrittore italiano
- Matteo Berrettini, tennista italiano
- Matteo Maria Boiardo, poeta e letterato italiano
- Matteo Branciamore, cantautore italiano
- Matteo Garrone, regista, sceneggiatore e produttore cinematografico italiano
- Matteo Liberatore, gesuita, teologo, filosofo e scrittore italiano
- Matteo Messina Denaro, mafioso italiano
- Matteo Renzi, politico italiano
- Matteo Ricci, gesuita, matematico, cartografo e sinologo italiano
- Matteo Ricci, sindaco di Pesaro
- Matteo Rosselli, pittore italiano
- Matteo Salvini, politico italiano
- Matteo I Visconti, uomo d'arme e Signore di Milano
- Matteo II Visconti, co-Signore di Milano insieme ai fratelli Galeazzo II e Bernabò

### Variante Mateo
- Mateo Alemán, scrittore spagnolo
- Mateo Alonso, scultore argentino
- Mateo Arias, attore statunitense

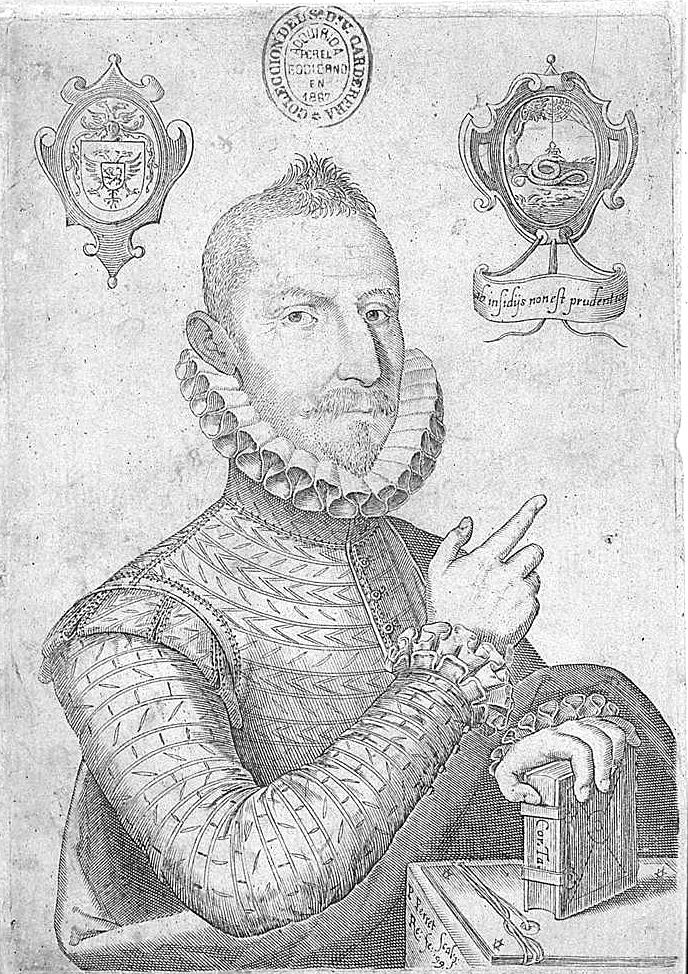
Mateo Alemán

- Mateo de la Mata Ponce de León, viceré del Perù
- Mateo de Toro Zambrano, generale spagnolo
- Mateo Figoli, calciatore uruguaiano
- Mateo Flecha il Vecchio, compositore spagnolo
- Mateo Gil, sceneggiatore e regista spagnolo
- Mateo Kovačić, calciatore croato
- Mateo Musacchio, calciatore argentino
- Mateo Nicoláu, calciatore argentino
- Mateo Pavlović, calciatore croato
- Mateo Pumacahua, militare inca
- Mateo Túnez, pilota motociclistico spagnolo
- Mateo Félix Zubiaga, calciatore spagnolo

### Variante Matthew

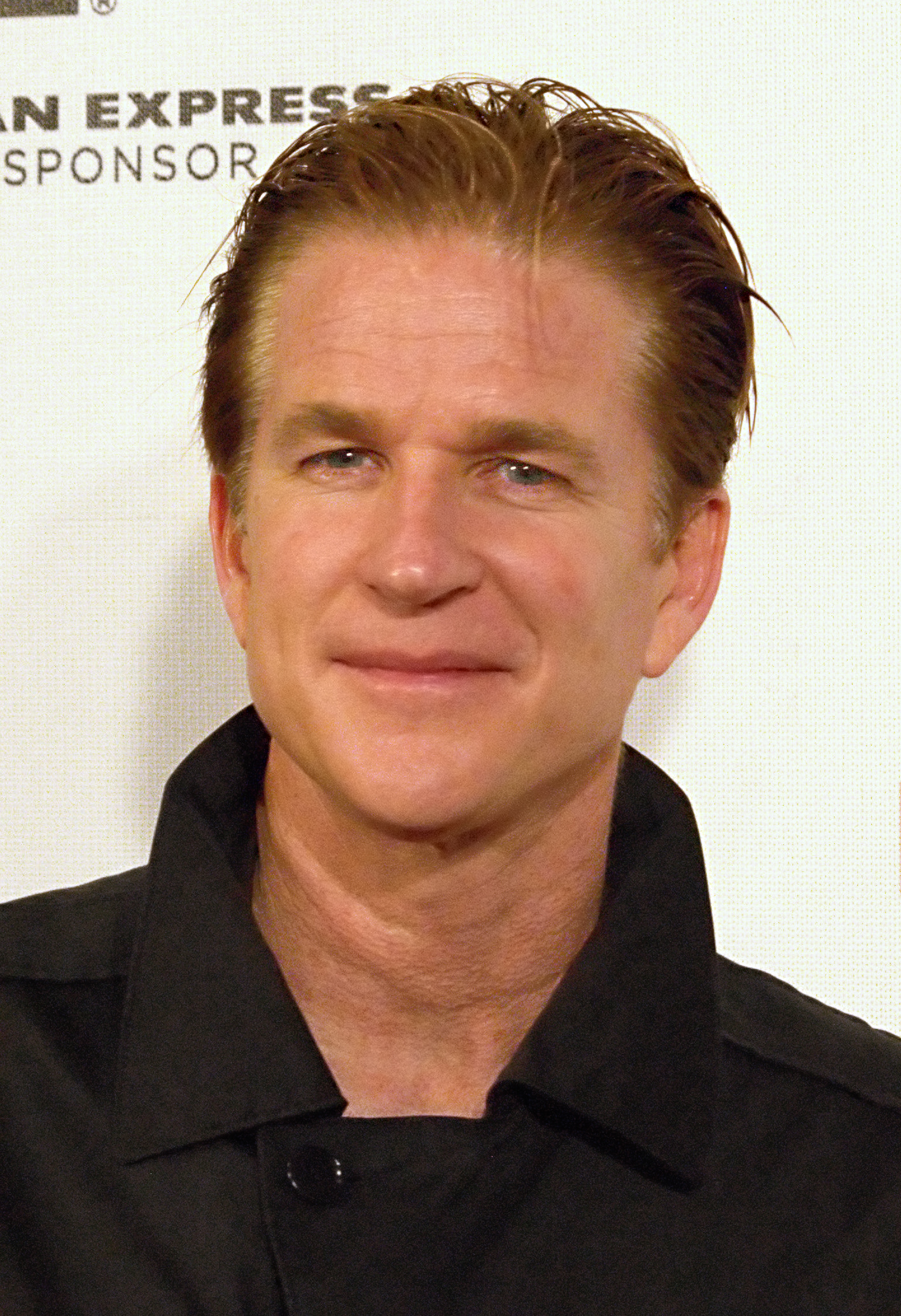
Matthew Modine

- Matthew Bellamy, cantautore, pianista e chitarrista britannico
- Matthew Broderick, attore statunitense
- Matthew Connolly, calciatore britannico
- Matthew Daddario, attore statunitense
- Matthew Fox, attore statunitense
- Matthew Goode, attore britannico
- Matthew Gray Gubler, attore e modello statunitense
- Matthew Holman, astrofisico statunitense
- Matthew Knight, attore canadese
- Matthew Lloyd, ciclista su strada australiano
- Matthew Macfadyen, attore britannico
- Matthew McConaughey, attore e sceneggiatore statunitense
- Matthew Modine, attore statunitense
- Matthew Perry, attore statunitense
- Matthew Tawo Mbu, politico nigeriano
- Matthew Underwood, attore statunitense

### Variante Mathew

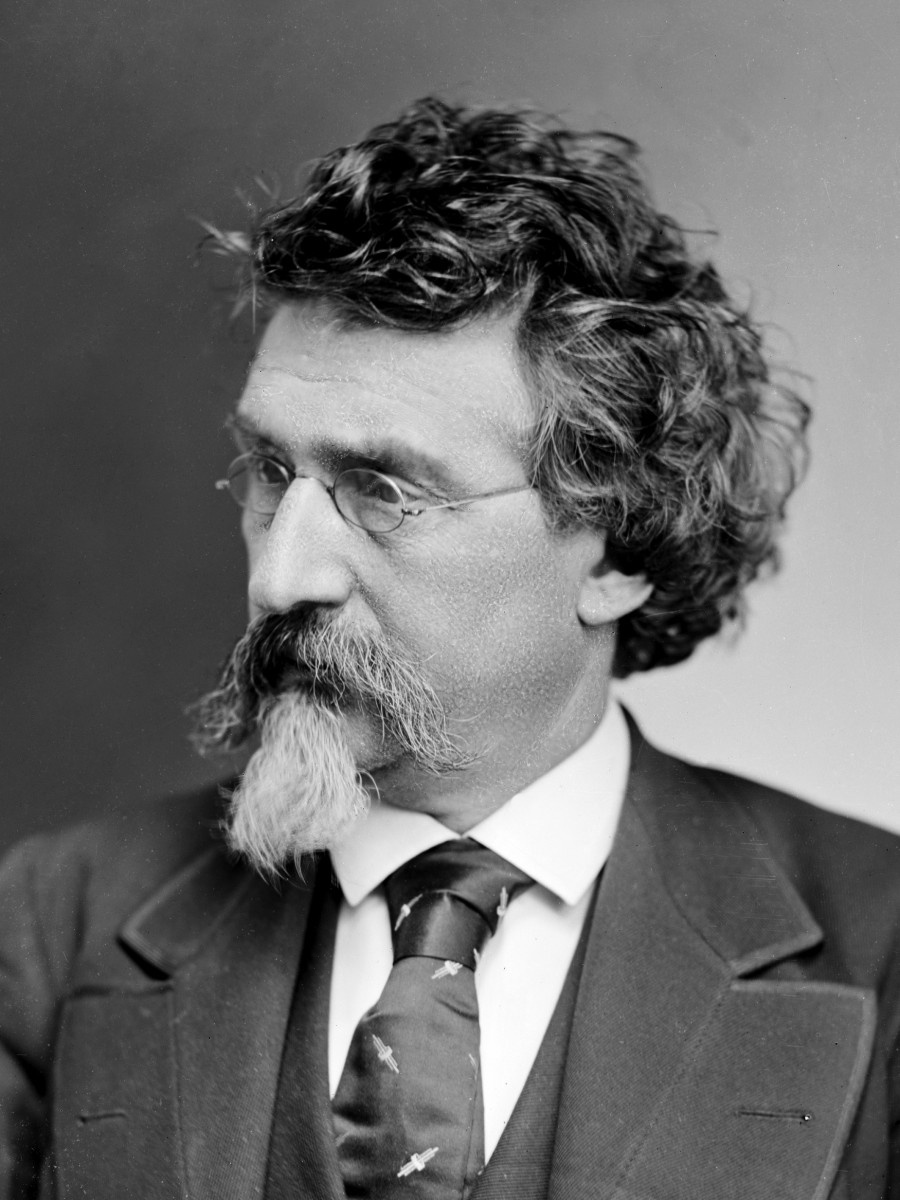
Mathew B. Brady

- Mathew B. Brady, fotografo statunitense
- Mathew Beard, supercentenario statunitense
- Mathew Cheriankunnel, vescovo cattolico indiano
- Mathew Hayman, ciclista su strada australiano
- Mathew Helm, tuffatore australiano
- Mathew Leckie, calciatore australiano
- Mathew Quinn, atleta sudafricano
- Mathew Ryan, calciatore australiano
- Mathew St. Patrick, attore statunitense
- Mathew Tait, rugbista a 15 britannico

### Variante Matthieu

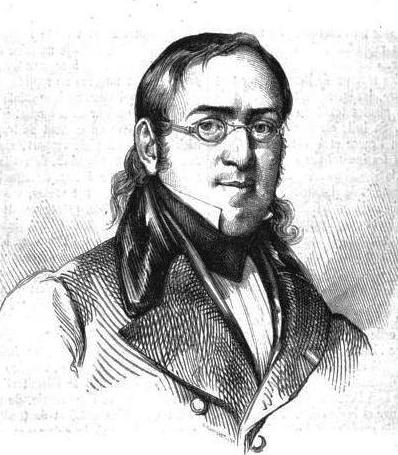
Matthieu Bonafous

- Matthieu Baumier, scrittore e saggista francese
- Matthieu Bonafous, agronomo e botanico francese
- Matthieu Chalmé, calciatore francese
- Matthieu Delpierre, calciatore francese
- Matthieu Dreyer, calciatore francese
- Matthieu Hartley, tastierista britannico
- Matthieu Lièvremont, rugbista a 15 francese
- Matthieu Marais, giurista e scrittore francese
- Matthieu Pigasse, imprenditore e politico francese
- Matthieu Ricard, monaco buddhista francese
- Matthieu Rosset, tuffatore francese

### Variante Mathieu

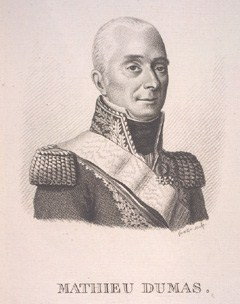
Mathieu Dumas

- Mathieu Amalric, attore e regista francese
- Mathieu Bastareaud, rugbista a 15 francese
- Mathieu Carrière, attore e cantante tedesco
- Mathieu Debuchy, calciatore francese
- Mathieu Demy, attore e regista francese
- Mathieu de Trie, militare francese
- Mathieu Dossevi, calciatore francese
- Mathieu Dumas, generale e storico francese
- Mathieu Faivre, sciatore alpino francese
- Mathieu Flamini, calciatore francese
- Mathieu Ganio, ballerino francese
- Mathieu Kassovitz, regista, sceneggiatore e attore francese
- Mathieu Kérékou, politico beninese
- Mathieu Perget, ciclista su strada francese
- Mathieu Valbuena, calciatore francese

### Variante Matthäus
- Matthäus Merian, incisore e disegnatore svizzero naturalizzato tedesco
- Matthäus Daniel Pöppelmann, architetto tedesco
- Matthäus Seutter, cartografo tedesco
- Matthäus Lang von Wellenburg, cardinale tedesco

### Variante Mateusz

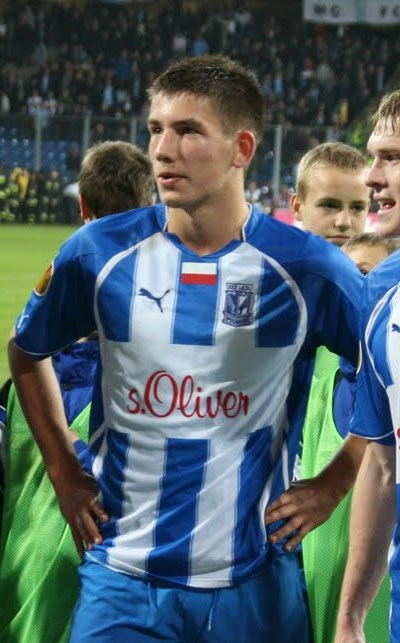
Mateusz Możdżeń

- Mateusz Bieniek, pallavolista polacco
- Mateusz Cetnarski, calciatore polacco
- Mateusz Klich, calciatore polacco
- Mateusz Kowalczyk, tennista polacco
- Mateusz Kowalski, calciatore polacco
- Mateusz Możdżeń, calciatore polacco
- Mateusz Ponitka, cestista polacco
- Mateusz Sawrymowicz, nuotatore polacco
- Mateusz Zwierzchowski, compositore e organista polacco

### Variante Matej

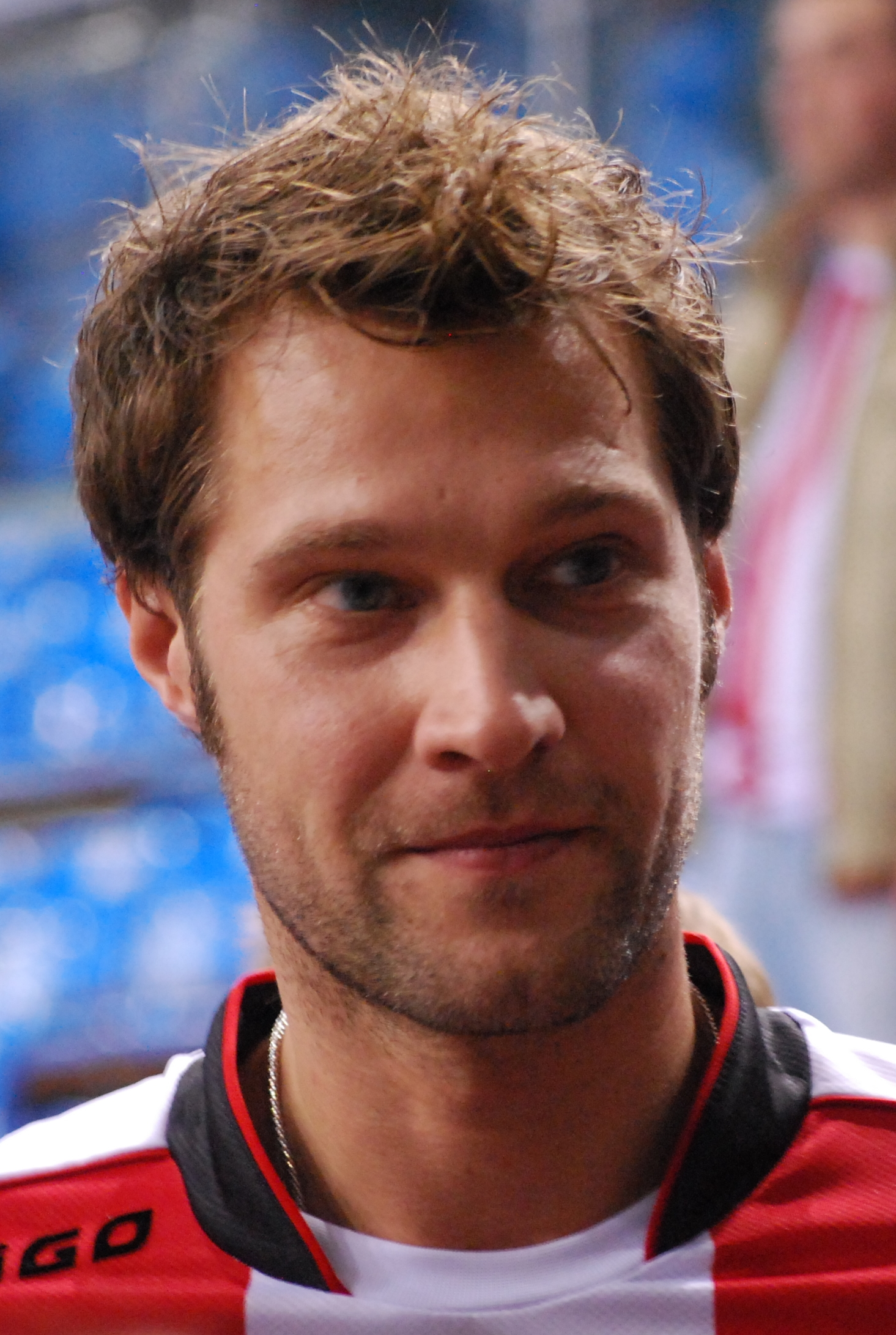
Matej Černič

- Matej Černič, pallavolista italiano
- Matej Delač, calciatore bosniaco naturalizzato croato
- Matej Jonjić, calciatore croato
- Matej Kazijski, pallavolista bulgaro
- Matej Krajčík, calciatore slovacco
- Matej Mamić, cestista e allenatore di pallacanestro croato
- Matej Marin, ciclista su strada sloveno
- Matej Mavrič, calciatore sloveno
- Matej Podlogar, calciatore sloveno
- Matej Pučko, calciatore sloveno
- Matej Radan, calciatore sloveno
- Matej Tóth, atleta slovacco

### Variante Matt
- Matt Cardle, cantante britannico

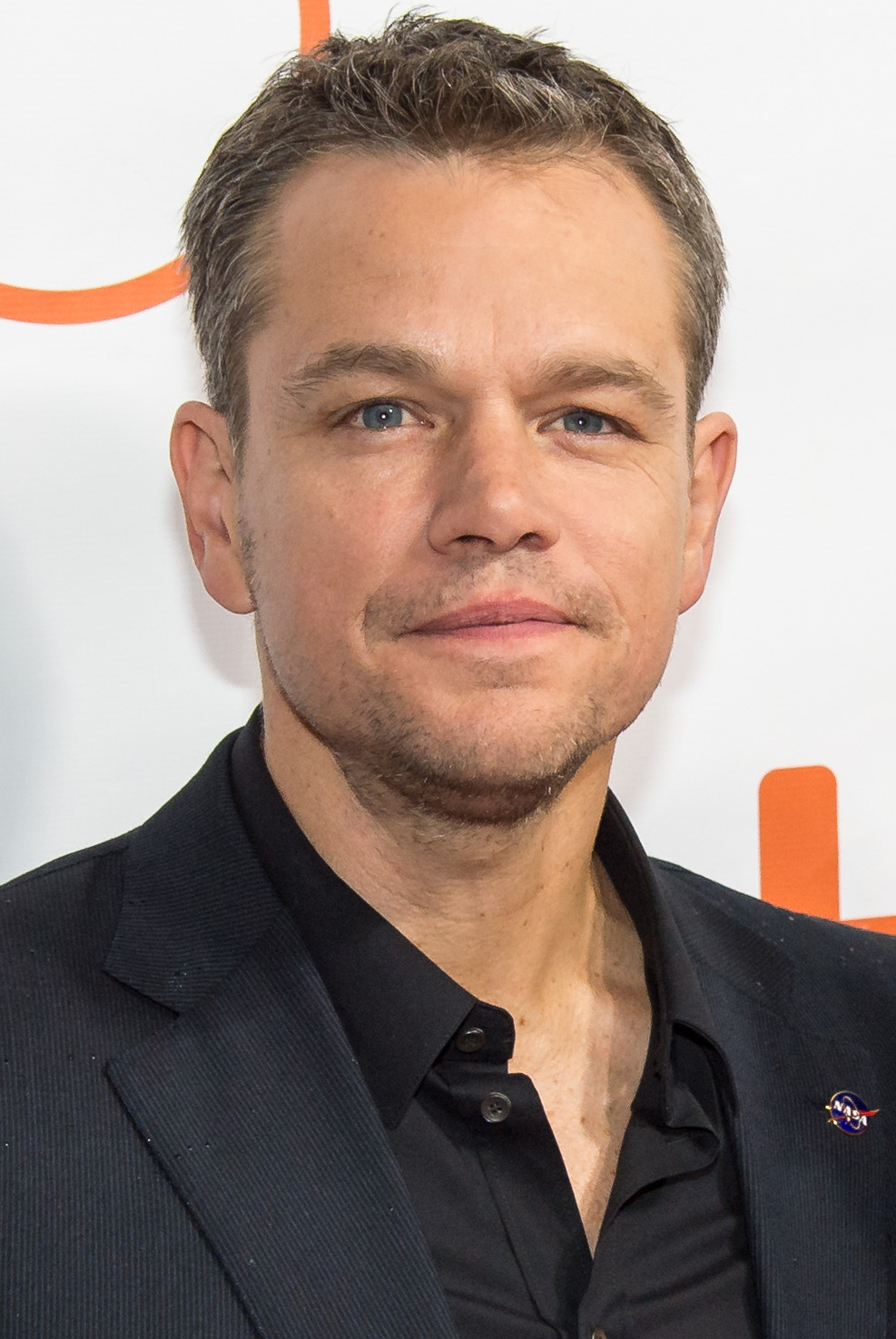
Matt Damon

- Matt Damon, attore, sceneggiatore, doppiatore e produttore cinematografico statunitense
- Matt Hardy, wrestler statunitense
- Matt Kindt, fumettista statunitense
- Matt LeBlanc, attore, conduttore televisivo e produttore cinematografico statunitense
- Matt Moore, attore e regista irlandese naturalizzato statunitense

### Variante Máté
- Máté Fenyvesi, calciatore ungherese
- Máté Pátkai, calciatore ungherese
- Máté Vida, calciatore ungherese
- Máté Kiss, calciatore ungherese
- Máté Katona, calciatore ungherese
- Máté Lékai, pallamanista ungherese

### Altre varianti
- Matvej Petrovič Bronštejn, fisico, astrofisico e divulgatore scientifico russo.
- Mateus Galiano da Costa, calciatore angolano.
- Máté Fenyvesi, calciatore ungherese.
- Matevž Kamnik, pallavolista sloveno.
- Matvej Fëdorovič Kazakov, architetto russo.
- Matúš Kozáčik, calciatore slovacco.
- Matheus Leite Nascimento, calciatore brasiliano.
- Mattheus Oliveira, calciatore brasiliano.
- Matthaeus Pipelare, cantore e compositore fiammingo.
- Matúš Putnocký, calciatore slovacco.
- Mattheus Terwesten, pittore, disegnatore e decoratore d'interni olandese.
- Mattheus van Negre, pittore fiammingo.
- Matvej Vasil'evič Zacharov, militare sovietico.
- Matisyahu, nome d'arte di Matthew Miller, musicista e attore statunitense.

## Il nome nelle arti
- Matteo Bondini è il protagonista della serie televisiva Don Matteo.
- Matteo Carati è un personaggio del film La meglio gioventù ed è interpretato da Alessio Boni.
- Matteo Manolesta è un personaggio del film del 1976 Il flauto a sei Puffi
- Matteo Salvi è un personaggio della fiction Un papà quasi perfetto.